# Palmodes garamantis
Palmodes garamantis là một loài côn trùng cánh màng trong họ Sphecidae, thuộc chi Palmodes. Loài này được Roth miêu tả khoa học đầu tiên năm 1959.